# Hélium
A hélium a periódusos rendszer második kémiai eleme, a legkisebb rendszámú nemesgáz. Vegyjele He, rendszáma 2. Színtelen és szagtalan, továbbá – nemesgáz lévén – kémiailag közömbös. Minden elem közül a hélium forráspontja a legalacsonyabb. A hidrogén után a második leggyakoribb elem a világegyetemben, de a Föld légkörében csak nyomokban fordul elő (kb. 0,0005%). Gazdaságosan földgáz és hélium elegyéből vonható ki. Felhasználják léggömbök és léghajók töltőanyagaként, valamint cseppfolyós állapotában hűtőanyagként, például szupravezető mágnesekben. Nevét a Nap görög nevéről (Héliosz, Ἥλιος) kapta, mivel először a Nap színképének vizsgálatával mutatták ki — ekképpen ez az egyetlen olyan elem, amelyet először nem a Földön találtak meg. Elektronszerkezete 1s2.

## Története

### Összefoglalás
A tudósvilág az 1800-as évek második felétől kezdte el helyesen értelmezni a hélium létezésére utaló jeleket. A színképelemzéssel foglalkozó, főként csillagász kutatók a hetvenes évek elején arra a feltételezésre jutottak, hogy a Nap külső peremének, az ún. kromoszférának, valamint más égitesteknek a színképe egy addig ismeretlen és elemi jellegű anyag meglétére utalhat. Mintegy huszonöt év múlva a héliumot földi körülmények közt is előállították, ezzel igazolva azt, hogy egyáltalán létezik. A huszadik században rájöttek, hogy a hélium egészen közönséges elemnek számít a Világegyetemben (lévén a csillagokat működtető nukleáris reakciók egyik végterméke), és különleges tulajdonságait (mint pl. egyes változatainak a szuperfolyékonysága) is felfedezték, továbbá fontos szerep jutott neki az atomfizikában és a kozmológiában.

### A D3színképvonal

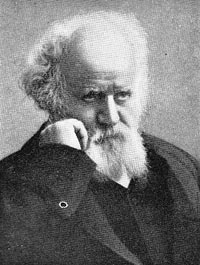
Janssen

A héliumra utaló jelet először Pierre Janssen francia csillagász észlelte egy 1868. augusztus 18-án kezdődött napfogyatkozást megfigyelve az indiai Guntúrban. A Francia Akadémia megbízásában álló Janssennek – aki a napfogyatkozás megfigyelésére Hátsó-Indiába induló 6 európai expedíció munkatársainak egyike volt – először volt alkalma, hogy megvizsgálja a Nap láthatónak maradt részének emissziós színképét a Joseph von Fraunhofer által bő fél évszázaddal korábban (1814-ben) feltalált csillagászati spektroszkóppal.

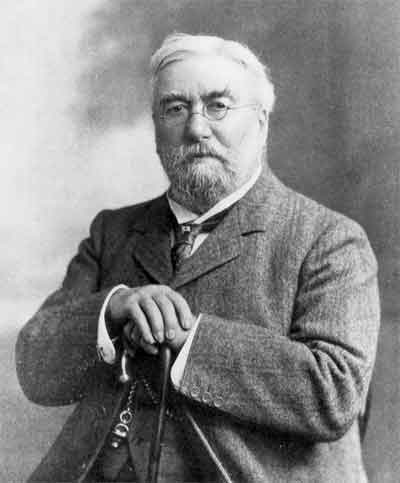
Lockyer

Ahogyan várta, a kapott színkép fényes vonalakból állt. A legfényesebbek a Fraunhofer-féle C- és F-vonalak (a hidrogén vonalai) voltak, de ezeken kívül észrevett egy addig még le nem írt, meglehetősen fényes sárga vonalat is, nagyjából a nátrium D vonalainak helyén. Két nap múlva, egy felhős időszak után, sikerült megismételnie az eredményt a teljes Napkorongot vizsgálva. A következő hetekben (szept. 4-ig) Gunturban, majd a Himalája területén dolgozott egy új műszer, a spektrohelioszkóp megalkotásán, amelyre azért volt szükség, hogy a napfogyatkozás elmúltával is rekonstruálni tudja az eredményt, kiszűrve a már nem eltakart alsóbb szférák által kibocsátott zavaró hullámhosszakat, és megfigyelhesse a kromoszférát akár fényes nappal is. Erőfeszítései végül sikerrel jártak.
Két hónappal később és Janssentől függetlenül Norman Lockyer, egy brit (ekkor még amatőr) csillagász is észlelte (napfogyatkozás nélkül) a Nap kromoszférájának színképében található rejtélyes sárga vonalat, amikor 1868. október 20-án kipróbálta új, nagy teljesítményű spektroszkópját.
Mindketten jelentésben számoltak be a Francia Akadémiának megfigyeléseikről; ezek a véletlen folytán az akadémia ugyanazon ülésére (október 26.) futottak be; és mellesleg olyan eredményesnek és jelentősnek találtattak, hogy pár évvel később emlékérmet is vertek tiszteletükre (1872), Janssen és Lockyer kettős képével. Azonban a francia kormány még nem a színképben foglalt új vonal észrevételéért, hanem a kromoszféra nappali megfigyelését lehetővé tevő eszköz (spektrohelioszkóp) kidolgozása, valamint a kromoszféra jelenségeinek (protuberanciák stb.) leírása miatt jutalmazta őket; vagyis az éremnek a héliumhoz még kevés köze volt.

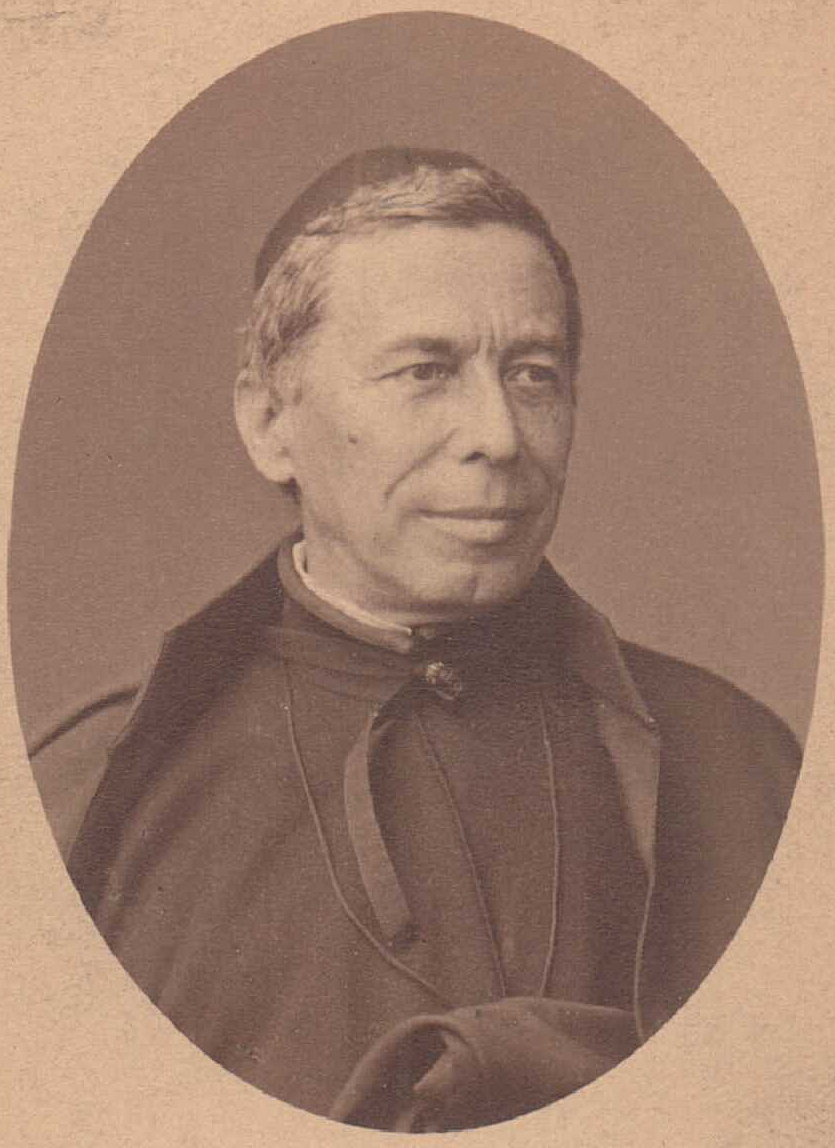
Angelo Secchi

Az új, 587,49 nm-es hullámhossznak megfelelő fényes sárga vonalat, amelyet laboratóriumban még soha senki nem figyelt meg azelőtt, és amely Fraunhofer 1817-es színképvonal-osztályzásában sem szerepelt, de amely a nátriumhoz kapcsolható „D” vonalakhoz (D1 és D2) állt a legközelebb, Janssen és Lockyer mellett többen is észlelték, és azt is megállapították, hogy a Nap „normális” (abszorpciós, azaz sötét vonalakból álló) színképében nincs meg a neki megfelelő Fraunhofer-féle vonal. Ennek ellenére (valószínűleg a D-vonalakhoz való közelsége miatt) egyszerűen a nátriumnak tulajdonították; a kezdetben fel sem merült, hogy új elemre utalna. El is nevezték a Lockyer által „új D-vonalnak” leírt színképvonalat D3-vonalnak (ez az elnevezés, amely hamar elterjedt, valószínűleg P. A. Secchi olasz csillagásztól ered).
A vonalat, illetve hasonló vonalakat, amelyek néha együtt jártak a D3-mal, megtalálták más égitestek színképében is. Emissziós (világos) vonalként például Alfred Cornu megtalálta a Hattyú csillagkép egyik csillagában 1876-ban; 1888-ban Ralph Copeland pedig az Orion-köd színképében, 1894-ben James E. Keeler az Orion csillagkép Bétájának spektrumában; valamint ugyanő abszorpciós (sötét) vonalként az Orion egy másik csillagának színképében, mások abszorpciós vonalként egyes Wolf–Rayet-csillagok, továbbá emissziós és abszorpciós vonalként egyaránt a Lant csillagkép Bétájának színképében.

### A hélium mint hipotetikus elem

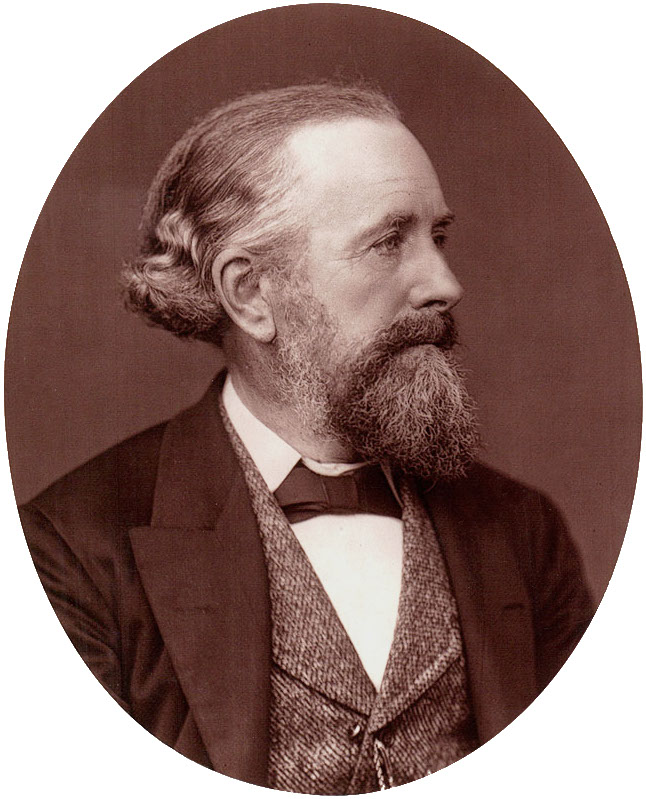
Edward Frankland

Lockyer már 1868. november 15-én megállapította, hogy a D3-vonal nem azonos hullámhosszú a nátrium D-vonalával, tehát a neki megfelelő anyag a nátriumtól különbözik. Abban azonban maga sem volt biztos, hogy a vonal egy új elem hírnöke-e, több feljegyzésben és cikkében a kilencvenes évekig egyszerűen a hidrogén különleges formájának valószínűsítette, vagy más, hasonló magyarázatot keresett. Edward Frankland, a nagy tudományos tekintélyű vegyész, hajlandó volt segíteni neki, többek között Lockyer rendelkezésére bocsátotta vegyi laboratóriumát és asszisztenseit, hogy segítse spektroszkópiai kutatásait, és azzal foglalkoztak, hogy különféle gázmintákat tettek ki a legkülönfélébb nyomás- és hőmérsékletviszonyoknak, majd spektrogramot készítettek.
Lockyer és Frankland számos vitát folytattak (például levélben) a D3-vonal mögött meghúzódó anyag mibenlétéről. Valószínűleg az 1870-es évek elején merülhetett fel Lockyerben az a hipotézis, hogy ez az anyag egy egészen új kémiai elem (lehet, hogy már előbb is, de írott nyoma ennek nem maradt). Levelezésükből azonban az látszik, hogy Frankland nagyon kételkedő volt e feltevéssel szemben. Csak akkor volt hajlandó egyáltalán fontolóra venni e lehetőséget, amikor világossá vált számára (az 1870-es évek első éveiben), hogy a D3-vonal okozója nem lehet a hidrogén semmilyen ismert formája.
Ekkoriban számos elemet fedeztek fel spektroszkóppal, melyekről később kiderült, hogy valójában egyáltalán nem új elemek (korónium, jargónium, nigrium). Frankland továbbá egyáltalán nem volt egyedi példa: kémikusok nehezen fogadták el, hogy egy új anyagot annak előállítása nélkül, pusztán közvetett bizonyítékok alapján, létezőnek lehessen mondani. Mindezek miatt Lockyer óvakodott nyilvánosan írni vagy akár említést tenni az új elemről, amelyet „héliumnak” nevezett el, a görög Helios, azaz „Nap” szóból képezve. Ekkoriban írt munkáiban – Helge Kragh már idézett vizsgálatai szerint – egyáltalán nem fordul elő sem ez a szó, sem az a felvetés, hogy ismeretlen kémiai elem lenne.
Azonban informális csatornákon valószínűleg említést tett a dologról, ugyanis Lord Kelvin a Brit Királyi Társaság egyik 1871-es ülésén beszélt Lockyer és Frankland hélium-hipotéziséről. Ez egyben a „hélium” szó első ismert és bizonyítható nyilvános említése. A vegyészek (pl. William Benjamin Carpenter) azonban nagyon kedvezőtlenül fogadták a bejelentést: amíg nem láttak kézzel vagy lombikkal fogható mennyiséget az új anyagból, addig nem akartak foglalkozni a dologgal.
Talán maga Lockyer sem hitt szilárdan a hélium-hipotézisben. Az, hogy a hélium egy ismeretlen kémiai elem, csak egy volt a számtalan lehetőség közül (például amellett, hogy a hélium valamiféle hidrogén-módosulat). Frankland is csak Lord Kelvin hatására volt hajlandó támogatni a csillagászt e véleményében.

### Hélium a Földön

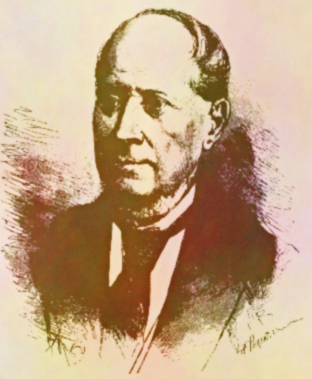
Luigi Palmieri

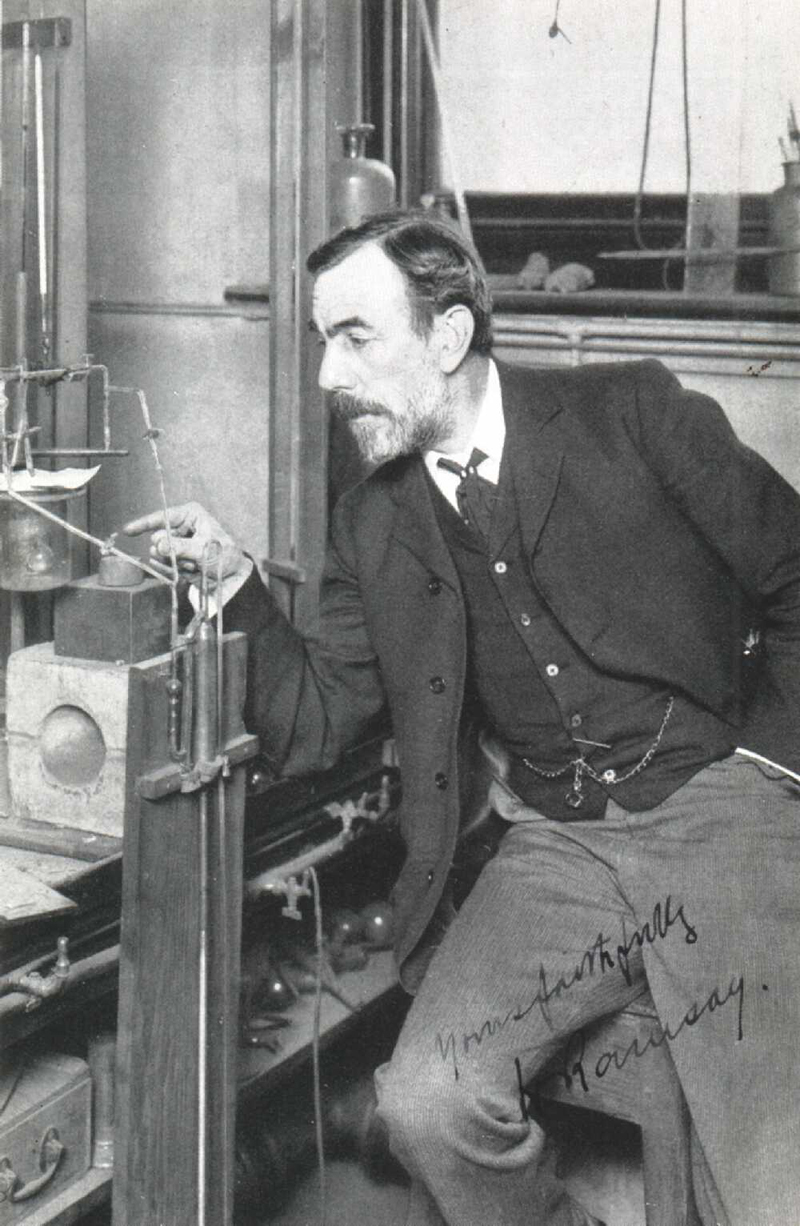
Ramsay a laborjában

1882-ben az olasz meteorológus, Luigi Palmieri, a Vezúvon működő megfigyelőállomás vezetője, bejelentette, hogy – szintén színképelemzéssel – kimutatta a héliumot a vulkán lávájából. Ez valószínűsítette, hogy az elem a Földön is előfordulhat; azonban Palmieri bejelentését meglehetős kételyekkel fogadták (állítólag semmilyen bizonyítékkal nem támasztotta alá állítását; és másoknak sem sikerült megerősíteniük az eredményt; mindenesetre nem foglalkozott tovább a témával). Egy félreértés folytán ezt a felfedezést az olasz tudós halála után később William Ramsaynek is tulajdonították, noha maga Ramsay elismerte Palmieri érdemeit. Nem kizárt, hogy Palmieri valóban megtalálta a héliumot (vulkáni gázokban néha, alkalomszerűen, igen kis mennyiségben előfordulhat) de egészen máig nem is bizonyos.
A kilencvenes években W. F. Hillebrandnak sikerült héliumot előállítania (1890), uránszurokércekből, vákuumban történő kénsavas melegítéssel. Hillebrand tapasztalta, hogy az ércből gáz fejlődik, amely „színtelen, szagtalan, éghetetlen, nem reagál levegővel keverve, semleges a lakmuszpapírokra, maró lúgokban nem nyelődik el, és vízben oldhatatlan (vagy legalábbis, túl kicsi az abszorpció mennyisége ahhoz, hogy észlelni lehessen) ... viszont hosszas szikráztatás hatására tiszta oxigénnel keverve nitrogénes savak keletkeznek belőle”; sőt arra is rájött, hogy a gáz mennyiségét az uránszurokérc anyagi minősége egyértelműen meghatározza (lehetővé téve ezáltal az uránszurokércek osztályozását és felismerését), azonban a gázt tévesen tiszta nitrogénnek minősítette.

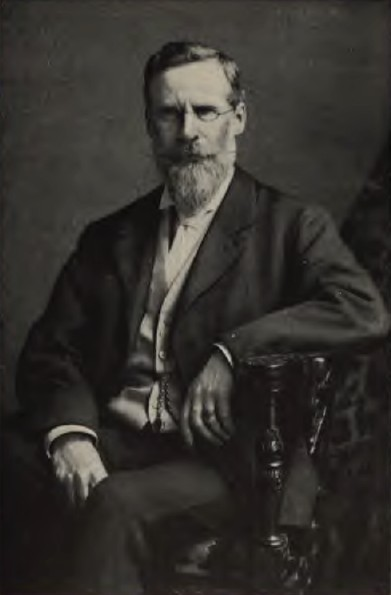
William Crookes

Az első előállítás így William Ramsay brit vegyész nevéhez fűződik, aki 1895-ben szintén nyers uránszurokérc egy fajtájából, egy Norvégiából származó cleveit-mintából állította elő a gázt (noha valójában az argont kereste), ásványi savas vákuumos melegítéssel. A keletkezett gázelegyből a nitrogént oly módon távolította el, hogy oxigént adott hozzá, majd elektromos szikrákat üttetett rajta keresztül, mígnem térfogata már nem változott. Ezután tömény kálium-hidroxid-oldatba vezette, amely a szikráztatáskor keletkezett nitrogén-oxidot és más nitrogénvegyületeket felfogta. Az így keletkezett és tisztított gázt Lockyer és William Crookes azonosította héliumként, miután spektroszkóppal megvizsgálták. Hillebrand az új elem felfedezéséről értesülve, levélben gratulált Ramsay-nek a sikeres kísérletért. Tőlük függetlenül Per Teodor Cleve és N. A. Langlet svéd kémikusoknak is sikerült nyers uránércből kivonnia héliumot Uppsalában, sőt sikerült akkora mennyiséget előállítaniuk a gázból, hogy az atomtömegét is meghatározhatták. Ezek a felfedezések hamar megváltoztatták a hélium elfogadottságát: a Világegyetem távoli és elérhetetlen észlelései helyett kézzelfogható, helyben mérhető eredmények születtek.

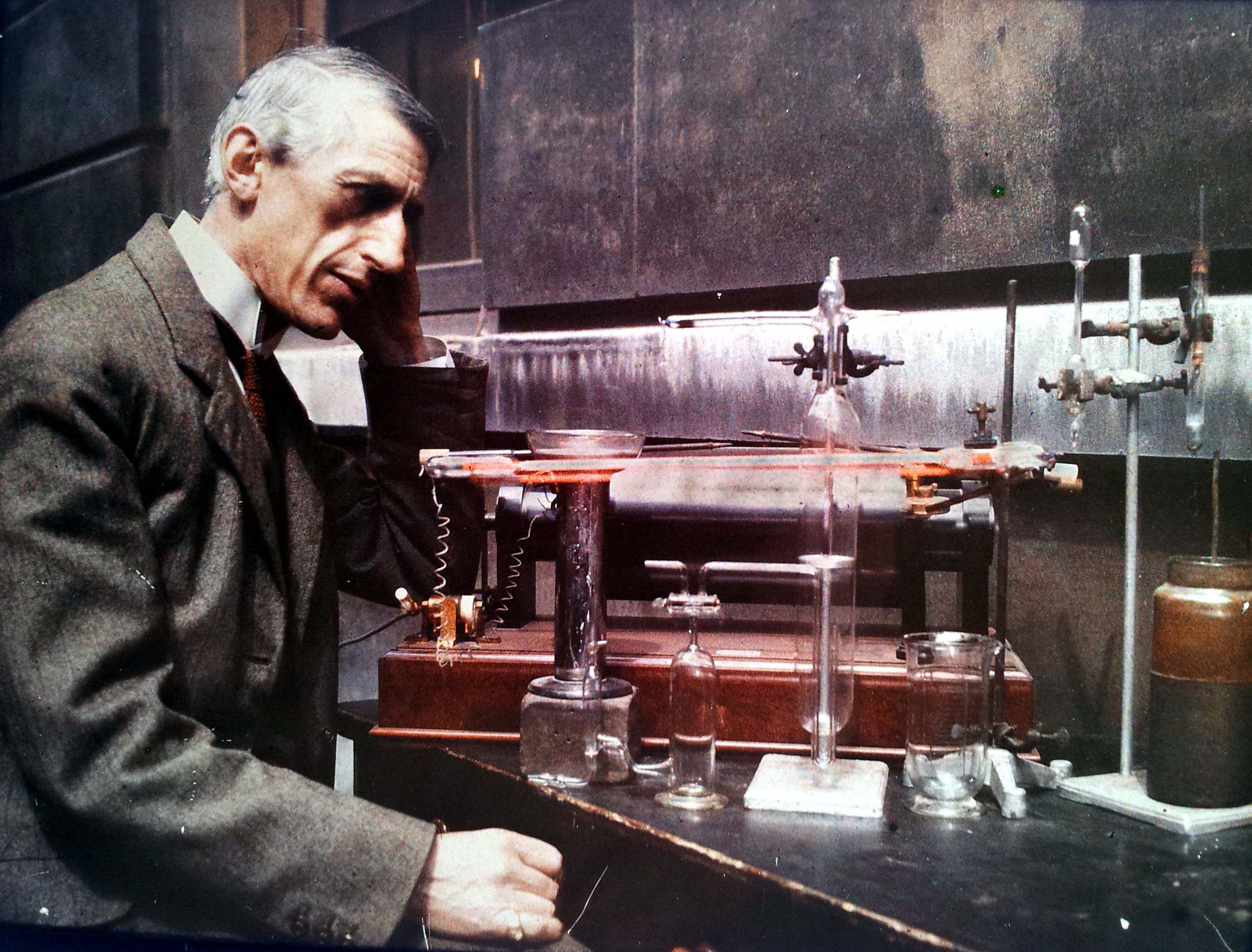
Ramsay munkatársa, J. N. Collie

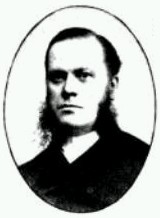
Per Theodor Cleve

### Vizsgálatok alatt a hélium
A további vizsgálatok viszonylag rövid idő alatt kiderítették, hogy a hélium homogén vegyület, nem pedig keverék. Röviddel a hélium felfedezése után Carl Runge és Friedrich Paschen, akik spektroszkópos vizsgálataikkal (is) nagy tekintélyt szereztek maguknak a fizikusok és kémikusok között, nagyon alaposan megvizsgálták és lefényképezték a hélium színképét, és a „láthatatlan” (ultraibolya és infravörös) tartományban két olyan vonalsorozatra találtak, melyek alapján úgy tűnt, a héliumnak nevezett elem valójában két gáz keveréke (hasonló feltételezések születtek az argonról is). Nyomukban járva Ramsay és asszisztense, J. N. Collie különféle vizsgálatokat végeztek, melyek először szintén az inhomogenitásra utaltak: porózus csövön átvezetve, sikerült a héliumot diffúzióval két különböző levegőre vonatkoztatott sűrűségű (1.874 és 2.133) és törésmutatójú gázkomponensre bontani, amelyek alapján a hélium keveréknek tűnt. Az eredményt azonban ők maguk is kételyekkel fogadták, mivel a kétféle gáz színképe tökéletesen megegyezett. Morris Travers (aki szintén Ramsay asszisztenseként dolgozott ebben az időben) kísérletei is az egyneműséget igazolták: a Plücker-féle csövekben az elektródokról a cső falára szublimáló platina elnyelte a gázt, az elnyelt és visszamaradott gáz között azonban semmilyen módszerrel nem talált különbséget, ami, ha a hélium több gáz keveréke volna, nehezen lenne magyarázható.
Már ekkoriban erősen valószínűsíthető volt, hogy a hélium egyatomos gázmolekulákból áll (Ramsay és Collie, továbbá A. Natterer). August Natterer szikráztatási kísérleteket végzett gázokkal, tapasztalatai szerint állandó nyomás és áramfeszültség mellett a maximális szikrahossz elsősorban a gázmolekulák atomjainak számától függ, egyatomos gázokban a legnagyobb, és az atomok számának növekedtével csökken. Néhány gáz mért maximális szikrahossza: oxigén 23 mm, levegő 33 mm, hidrogén 39 mm, argon 45,5 mm, hélium 250–300 mm. Az egyatomosság mellett más tapasztalatok, pl. fajhő-mérések és a törésmutatókra vonatkozó megfontolások is szóltak. Ennek ellenére voltak ezen elméleteknek ellenzői is, pl. Bohuslav Brauner cseh kémikus egy három hidrogénatomból álló Y alakú molekulát képzelt el, mint a hélium alkotóelemét. Mindezeket a tudósok a Royal Society ülésein megvitatták.
Hamarosan felfedezték, hogy a hélium kémiailag meglehetősen passzív elem. Még Ramsay és N. Collie megállapították, hogy a héliummal még in statu nascendi sem reagálnak a következő elemek: Na, Si, Be, Zn, Cd, B, Y, Tl, Ti, Th, Sn, Pb, P, As, Sb, Bi, Se, S, U, Co, Cl, Pt.

### A hélium közönségessé válik
1905-ben amerikai vegyészek (Hamilton Cady és David McFarland) felfedezték, hogy földgáz–hélium elegyből is kivonható a hélium. 1907-ben Ernest Rutherford és Thomas Royds bebizonyította, hogy a radioaktív bomlás alfa-részecskéje megegyezik a hélium atommagjával. A héliumot először egy holland tudós, Heike Kamerlingh Onnes cseppfolyósította 1908-ban, amikor sikerült 1 K alá hűtenie a gázt. 1926-ban tanítványa, Willem Hendrik Keesom állított elő szilárd halmazállapotú héliumot. 1938-ban Pjotr Kapica orosz fizikus megfigyelte, hogy a hélium-4 viszkozitása (belső súrlódása) az abszolút nulla fok közelében szinte nullára csökken – ez a jelenség a szuperfolyékonyság. 1972-ben Douglas D. Osheroff, David M. Lee és Robert C. Richardson amerikai fizikusoknak a hélium-3 szuperfolyékonyságát is sikerült kimutatniuk.

## Állapotai
Normálállapotban a hélium egyatomos gáz (szabadsági foka 3). Kizárólag nagy nyomáson szilárdul meg – eközben a sűrűsége jelentősen megnő. 4,21 kelvines forráspontja alatt, de a lambda pontnak nevezett 2,1768 kelvin fölött a hélium-4 izotóp normális, folyékony állapotban van, amit hélium I-nek neveznek. A lambda pont alatt másként kezd viselkedni, és egy hélium II-nek nevezett állapotba kerül. A hélium-3 izotóp viselkedéséről kevesebbet tudni.

### Hélium II
Szócikk: Szuperfolyékonyság.
A hélium II viselkedése leginkább két, különböző tulajdonságú folyadék elegyeként írható le. Szuperfolyékony: nincs belső súrlódása, gyorsan folyik keresztül akár a legkisebb átmérőjű csöveken, és a gravitáció ellenében képes felfelé is mozogni a tárolóedény falán – ez a szökőkút-effektus. Hővezető képessége nagyobb bármilyen ismert anyagénál. Hőközlés hatására a hő igen gyorsan, hőmérsékleti hullámokban (más terminológiával: második hangként) terjed benne.

## Reakciók
A hélium nem lép kémiai reakcióba más elemekkel. A különböző anyagokhoz legfeljebb van der Waals-kölcsönhatással képes kapcsolódni. Elektromos kisülések, illetve elektronokkal való bombázás során egyes elemekkel, pl. volfrámmal, jóddal, fluorral, kénnel, illetve foszforral excimereket alkothat.
Extrém körülmények között, nagy nyomáson pszeudovegyületek alkotórésze lehet, ahol bár nem létesít kémiai kötéseket, jelenléte mégis alapvetően befolyásolja az anyag viselkedését. Az elméletileg lehetséges két héliumvegyület a Na2He és a Na2HeO lenne.
A héliummal ellentétben a héliumion (He+) képes kovalens kötés kialakítására, létrehozva például a hélium-hidrid-iont (HeH+), mely nagyon reaktív, rövid életű részecske.

## Izotópjai, előfordulása
A hélium a hidrogén után a második leggyakoribb elem, az ismert világegyetem látható tömegének kb. egynegyede. Bár 6 izotópja ismert, ezek közül csak a 3He és a 4He stabil, a többi gyorsan elbomlik más anyagokra. Leggyakoribb izotópja, a hélium-4 nagy többsége az ősrobbanásból keletkezett. A csillagokban a hidrogénfúzió eredményeként és a szén-nitrogén ciklusban, földi körülmények között a nehezebb elemek alfa-bomlásával jön létre. Ez egy különlegesen stabil atommag, mivel a nukleonok teljes héjakba rendeződnek benne. Hélium-3 izotóp a Földön csak nyomokban található, a trícium béta-bomlása során keletkezik.
A Föld légkörében a hélium részaránya csak 1:200 000 – leginkább azért, mert rendkívül könnyű, és ezért a Föld gravitációja nem tudja huzamosan megtartani. Mivel a földi hélium radioaktív bomlástermék, ezért elsődlegesen az urán és a tórium érceiben található meg. Csekély mennyiségben ásványvizekben, vulkáni gázokban, meteorvasban is megtalálható, mint pl. Fekete-erdő Wildbad-forrása, a Pireneusok kénforrásai, a lotaringiai Maizières-forrás, az angliai Bath forrásai.
Jóval nagyobb jelentőségűek azok a lelőhelyek, ahol földgázzal elegyedve fordul elő, egyes földgázokban 1,6–1,8%-ig is felszaporodhat az aránya, ezért az iparban is főképp a földgáz–hélium elegyből állítják elő. A világ fő héliumforrásai a texasi, oklahomai és kansasi földgázlelőhelyek.

## Előállítása
- Mivel a legnehezebb elemek radioaktív bomlásakor keletkezik, urán- és tóriumtartalmú kőzetek hevítésével felszabadítható a bennük elnyelődött hélium
- Földgáz–hélium elegyből vonható ki úgy, hogy cseppfolyósításakor a hélium kivételével minden gáz lecsapódik
- A hélium részecskegyorsítóban is előállítható, lítium vagy bór gyors protonbombázásával

## Felhasználása

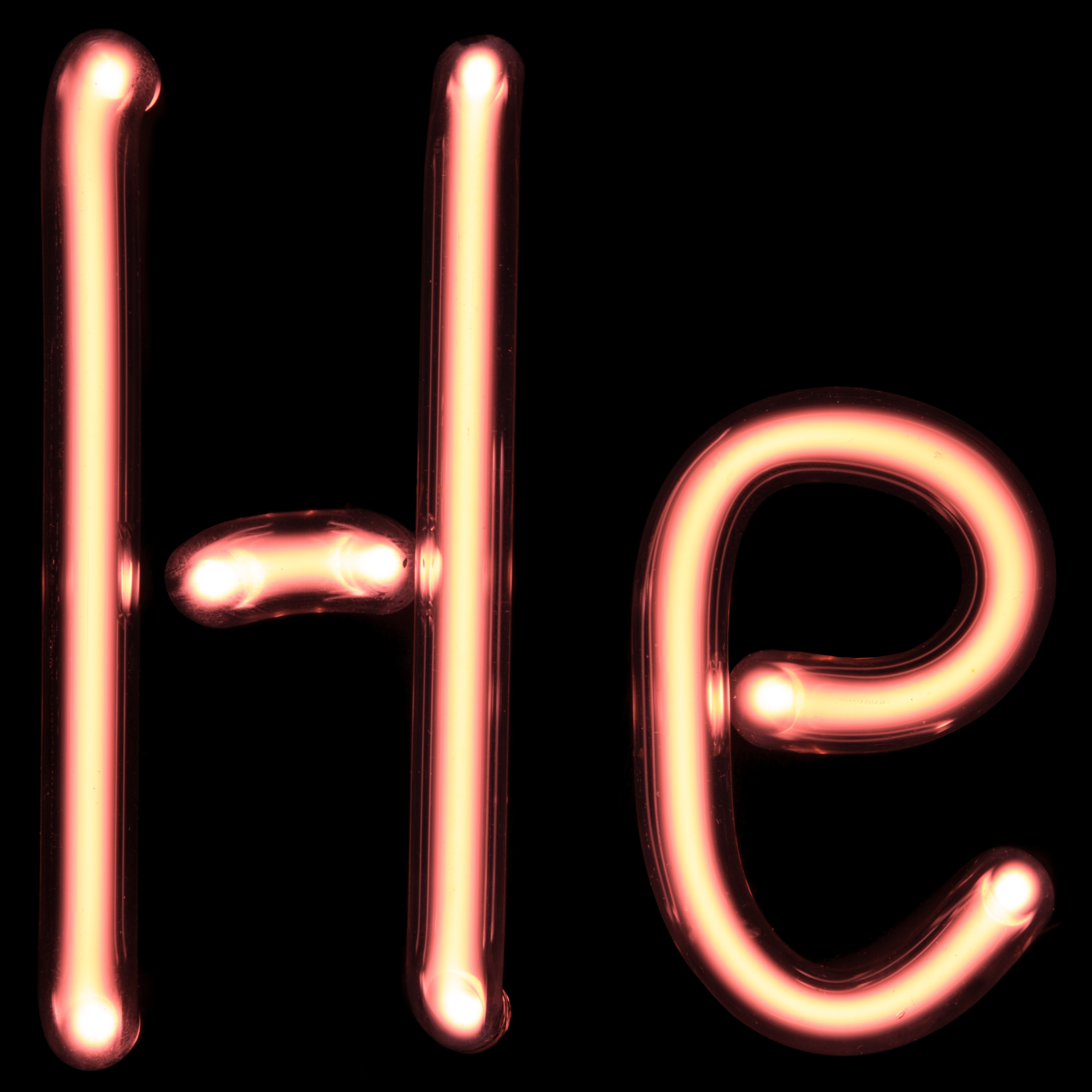
Hélium kisülési csőben

A földgáz–hélium elegyből kivont, nagy nyomás alatt tárolt hélium kapható a kereskedelemben.
Számos célra használják:
- Mivel könnyebb a levegőnél, léghajók és léggömbök töltőanyaga lehet. Előnyösebb a hidrogénnél, mert nem gyúlékony, és emelőereje alig valamivel kisebb (elméletileg a hidrogén emelőerejének 93%-át nyújtja, de a tényleges érték több tényezőnek is függvénye, ezért a gyakorlatban ez valamivel kevesebb, kb. 88%).[29]
- A héliumot belélegzett személy hangja időlegesen magasabb lesz, mivel a hang a héliumban a levegőnél háromszor gyorsabban terjed, és ilyen arányban magasabbak lesznek a gégében a rezonáns frekvenciák. A koncentrált hélium használata az oxigénhiány miatt akár halált is okozhat.
- A mélytengeri búvárok trimixet, azaz hélium, nitrogén és oxigén keverékét használják légzőberendezéseikben, hogy csökkentsék a nagy nyomáson, normál levegő használatával fellépő nitrogén-narkózis (a nitrogén nagy parciális nyomása okozta euforikus állapot), a keszonbetegség és az oxigén-toxicitás esélyét.
- Különlegesen alacsony olvadás- és forráspontja miatt hűtőanyagként használják a kriogenikában és szupravezető mágnesek hűtésére, amelyeket többek között az NMR- és MRI-berendezésekben, valamint nagyenergiájú részecskegyorsítókban használnak.
- Néhány atomreaktorban héliumot használtak hűtőközegként. A hélium viszonylag nagy hőkapacitása és kémiai közömbössége miatt került alkalmazásra.[30]
- Kémiai közömbössége miatt védőgázként használják szilícium- és germániumkristályok növesztésekor, a titán- és cirkónium-kitermelésben, ívhegesztéskor és a gázkromatográfiában.
- Folyékony üzemanyagú rakétákban a túlnyomás elérésére használják.
- Héliumot használnak szuperszonikus sebességű szélcsatornákban.
- Gázlézerekben gyakran használják a rezonátorgáz (a gerjesztett gázközeg) egyik alkotóelemeként.[31][32]
- Elektromos kisülési csövekben (pl. fénycső) töltőgázként alkalmazzák.
- Héliumot alkalmaznak szivárgások tesztelésre olyan termékek összeszerelésénél, amelyek szivárgása nem engedhető meg (például üzemanyag-szivattyúk), vagy csővezetékek szivárgásának ellenőrzésére is. A hélium azért különösen alkalmas a szivárgás ellenőrzésére, mert egyrészt kis viszkozitása miatt könnyen átjut az apróbb réseken, másrészt kvadrupol tömegspektrométerrel könnyen és igen érzékenyen mérhető.
- Használják élelmiszerek konzerválására is.

## Érdekesség
Cseppfolyós állapotban erősen felkeverve akár egy hónapig is képes mozgásban lenni a rendkívül kicsi viszkozitása miatt.
1968-ban a texasi Amarillóban, amit a világ hélium-fővárosának is hívnak, felállítottak egy héliummal töltött 18 méter magas üreges acél emlékművet, melynek négy végére egy-egy időkapszulát helyeztek. A Helium Monument időkapszulák tervezett kinyitási ideje 1993, 2018, 2068 és 2968.